# Мир принадлежит тебе
«Мир принадлежи́т тебе́» (фр. Le monde est à toi) — фильм французского режиссёра Ромена Гавраса. В фильме играют Венсан Кассель, дважды номинантка на премию «Оскар» Изабель Аджани, Карим Леклу, Франсуа Дамьен, Улая Амамра и Филипп Катрин.
Фильм был впервые показан на Каннском кинофестивале в рамках программы «Двухнедельник режиссёров», а также на Международном кинофестивале в Карловых Варах. Картину представили режиссер Ромен Гаврас и исполнители главных ролей Карим Леклу, Венсан Кассель, Улая Амамра, Изабель Аджани и др.
Премьера фильма во Франции состоялась 22 августа 2018 года.

## Сюжет
Криминальный талант он унаследовал от гламурной матери, изящно опустошающей лучшие бутики Франции, страстно увлекающейся азартными играми и искусно манипулирующей всеми вокруг, и отчима, который не так давно наводил шороху на весь Париж. Но молодой человек мечтает о легальном бизнесе и спокойной жизни на берегу океана с любимой девушкой. Правда, чтобы провернуть последнюю грандиозную аферу, ему все-таки придется обратиться за помощью к маме и папе…

## В ролях
- Карим Леклу — Франсуа
- Венсан Кассель — Генри
- Изабель Аджани — Дэнни
- Улая Амамра — Ламия
- Франсуа Дамьен — Ренэ
- Филипп Катрин — Венсан
- Софиан Каммес — Путэн
- Гэбби Роуз — Бриттани
- Норберт Феррер — М. Лермитт

## Массовка
- Иван Бачалов -  один из шотландских бандитов
- Игорь Тимошенко -  работник Aqua Natura
- Роберто Рубио -  один из английских туристов